# Eldmörjan

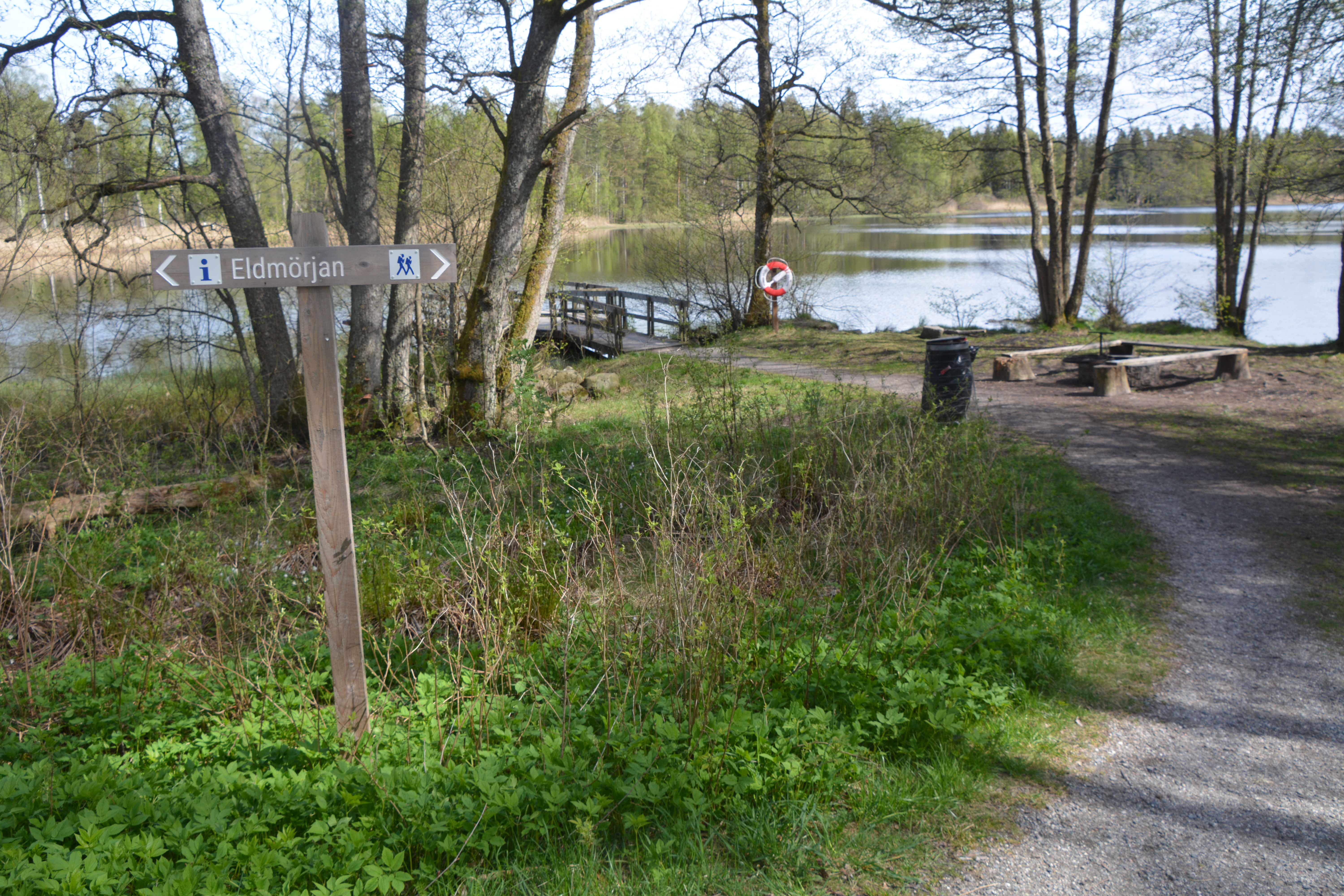
Norra ändan av Eldmörjan

Eldmörjan är en sjö i Grästorps och Vänersborgs kommuner i Västergötland och ingår i Göta älvs huvudavrinningsområde. Sjön har en area på 0,0965 kvadratkilometer och ligger 96,1 meter över havet. Sjön avvattnas av vattendraget Bastån.

## Delavrinningsområde
Eldmörjan ingår i det delavrinningsområde (647399-130244) som SMHI kallar för Mynnar i Göta älvs vattendragsyta. Medelhöjden är 109 meter över havet och ytan är 48,6 kvadratkilometer. Det finns inga avrinningsområden uppströms utan avrinningsområdet är högsta punkten. Bastån som avvattnar avrinningsområdet har biflödesordning 2, vilket innebär att vattnet flödar genom totalt 2 vattendrag innan det når havet efter 87 kilometer. Avrinningsområdet består mestadels av skog (74 procent) och sankmarker (13 procent). Avrinningsområdet har 0,91 kvadratkilometer vattenytor vilket ger det en sjöprocent på 1,9 procent. Bebyggelsen i området täcker en yta av 1,71 kvadratkilometer eller 4 procent av avrinningsområdet.

## Sänkningarna av sjön
Eldmörjan hade från början ett naturligt avlopp i norr, men 1854 sprängdes en kanal som ledde ut vattnet västerut och sänkte ytan med 3,5 meter. 1877–1878 sänktes ytan med ytterligare 2,5 meter.